# Krystyna Tkacz
Krystyna Tkacz (ur. 19 marca 1947 we Wrocławiu) – polska aktorka teatralna, filmowa i telewizyjna, piosenkarka.

## Życiorys
Absolwentka liceum muzycznego i szkoły baletowej przy Operze Wrocławskiej, następnie Państwowej Wyższej Szkoły Teatralnej im. Ludwika Solskiego w Krakowie (1972).
Jedna z solistek „Mszy Polskiej” Hadriana Filipa Tabęckiego do słów ks. Jana Twardowskiego.
Jest bohaterką książki Odnaleźć dobro autorstwa Marzanny Graff-Oszczepalińskiej. Aktorka ma na swoim muzycznym koncie cztery płyty: Śpiewający aktorzy (1988), W drodze pod wiatr. Złota kolekcja (2003), Krystyna Tkacz śpiewa Kurta Tucholsky’ego (2010) oraz Koncerty w Trójce vol. 3. Nie jesteś sama. Piosenki Agnieszki Osieckiej (2013).
W 2013 została odznaczona Srebrnym Medalem „Zasłużony Kulturze Gloria Artis”.

## Dyskografia

### Albumy
| Tytuł | Dane dot. albumu                              |
| --- | --------------------------------------------- |
| Śpiewający aktorzy                                                                                                | - Data: 1988 - Wydawca: Polskie Nagrania Muza |
| Złota kolekcja: W drodze pod wiatr                                                                                | - Data: 2003 - Wydawca: Pomaton EMI           |
| Krystyna Tkacz śpiewa Kurta Tucholsky’ego                                                                         | - Data: 8 stycznia 2010 - Wydawca: Luna Music |
| Koncerty w Trójce vol. 3. Nie jesteś sama. Piosenki Agnieszki Osieckiej (oraz Artur Barciś i Stanisława Celińska) | - Data: 27 maja 2013 - Wydawca: Polskie Radio |

### Inne
| Album                                                                           | Rok  | Utwór                 | Źródło |
| ------------------------------------------------------------------------------- | ---- | --------------------- | ------ |
| Empik prezentuje dobre piosenki: Agnieszka Osiecka zaśpiewana (różni wykonawcy) | 2015 | „Jeżeli miłość jest”  | [ 4 ]  |
| Empik prezentuje dobre piosenki: Jacques Brel zaśpiewany (różni wykonawcy)      | 2015 | „Miłość i więcej nic” | [ 5 ]  |
| Empik prezentuje dobre piosenki: Bertolt Brecht zaśpiewany (różni wykonawcy)    | 2016 | „Surabaya Johnny”     | [ 6 ]  |

## Kariera teatralna
- 1972–1974 – Teatr Polski w Poznaniu
- 1974–1979 – Teatr Rozmaitości w Warszawie
- 1979–1982 – Teatr Komedia w Warszawie
- 1982–1988 – Teatr Współczesny w Warszawie
- od 1988 – Teatr Ateneum w Warszawie

## Filmografia
- 1980: Punkt widzenia – sekretarka dyrektora oddziału ZUS (odc. 2)
- 1981: 07 zgłoś się – Lusia Piotrowska, żona grabarza
- 1982: Życie Kamila Kuranta – ciotka Zosia
- 1983: Alternatywy 4 – Kotkowa
- 1984: Rozalka Olaboga – Kwietniowa, matka Klimka
- 1986: Tulipan – Alina, matka Doroty
- 1986: Zmiennicy – Michalikowa; także siostra Michalikowej
- 1986: Pierścień i róża – królowa
- 1986: Pierścień i róża (serial) – królowa
- 1987: Komediantka – Osiecka, ciotka Zosi
- 1988: Obywatel Piszczyk – Liliana, kobieta poznana na wczasach nad morzem
- 1989: Paziowie – Pappacoda, dwórka Bony
- 1989: Odbicia – sędzia na rozprawie rozwodowej (odc. 6)
- 1989: Galimatias, czyli kogel-mogel II – działaczka na wsi (II część)
- 1991: Cynga – funkcjonariuszka NKWD przesłuchująca Andrzeja
- 1992: Żegnaj, Rockefeller – dyrektorka liceum
- 1992: Listopad – sąsiadka Sary
- 1995: Nic śmiesznego – Ela, sekretarka w zespole filmowym
- 2000–2003: Miodowe lata – ciocia Jadzia
- 2000: Twarze i maski – aktorka Iza
- 2000–2001: Adam i Ewa – Janina Wilczyńska, matka Moniki
- 2002: Lokatorzy – pani Felicja (odc. 124)
- 2006: Szatan z siódmej klasy
- 2006: Szatan z siódmej klasy (serial) – Antoniowa, gosposia w domu Cisowskich
- 2006–2007: Kopciuszek (serial)
- 2008: Hotel pod żyrafą i nosorożcem – Violetta Rycik (odc. 8)
- od 2009: Świat według Kiepskich –
  - 2009: – wróżka (odc. 315 pt. Skowyt),
  - 2010: – baba zielna (odc. 326 pt. Tamten świat),
  - 2013: – Dzidka (odc. 414 pt. Dymy na wodzie),
  - 2014: – Magda Gessler (odc. 434 pt. Fikcyjne pulpety),
  - 2014: – posłanka (odc. 454 pt. Jubel),
  - 2015: – Cyganka (odc. 460 pt. Magiel),
  - 2016: – Władkowa (odc. 485 pt. La la la),
  - 2016: – ciotka Helka (odc. 488 pt. Zimne nóżki),
  - 2017: – stara Chodupska (odc. 509 pt. Lalka),
  - 2017: – kobieta (odc. 513 pt. Kocidło),
  - 2017: – Barbara Boleść-Staraprochownia (odc. 514 pt. Tłusty czwartek),
  - 2017: – ciocia Rysia (odc. 518 pt. Trzy siostry)
- 2011–2012: Plebania – Anna Tracz
- 2012: Ja to mam szczęście! – Francesca
- 2012: Rodzinka.pl – wyznawczyni Kościoła Ostatecznego Wybawienia (odc. 59)
- 2013: Jak głęboki jest ocean – Julien
- 2015: Na dobre i na złe – Krystyna
- 2016–2018: Druga szansa – salowa Jadwiga Frontczak, przyjaciółka Moniki
- 2018: Za marzenia - sekretarka na uczelni (odc. 7, 12)
- od 2018: Leśniczówka – Krystyna, babcia Bena
- 2018: Pech to nie grzech – Olga, babcia Natalii
- od 2019: Barwy szczęścia – Irena Wyszyńska, partnerka Anatola Koszyka
- 2019: Ciemno, prawie noc – Socha, babcia Patryczka Miłki
- 2020: Asymetria – pani Nowakowa
- 2021: Na sygnale – Wiesława Góra, matka Artura
- 2021: Gra na maksa – sąsiadka Krystyna (odc. 13, 18)

### Polski dubbing
- 1981: Lis i Pies – cioteczka
- 1986–1987: Mój mały kucyk – Ohydia
- 1993: Yabba Dabba Do! – mama Wilmy
- 1995: Babe – świnka z klasą – Krowa/Koleżanka Esme
- 2002: Księżniczka na ziarnku grochu – Bertha
- 2004: Ruchomy zamek Hauru – wiedźma z Pustkowia
- 2004–2006: Opowieści z Kręciołkowa
- 2005: Harry Potter i Czara Ognia – Madame Maxime
- 2005: Szeregowiec Dolot – mama
- 2006: Ciekawski George – Plushbottom
- 2006: Franklin i skarb jeziora – wróżka
- 2009: Koralina i tajemnicze drzwi – panna Forcible
- 2010: Jeż Jerzy – mama Stefana
- 2015: W głowie się nie mieści – Zapominajka

## Życie prywatne
Była żoną aktora i reżysera Grzegorza Warchoła, rozwiedli się. Jest spokrewniona z aktorką Julią Konarską.